# Зайнаб бинт Хузайма
Зайна́б бинт Хуза́йма (араб. زينب بنت خزيمة‎; 595 — 626) — одна из жён пророка Мухаммада, мать правоверных.

## Биография
Зайнаб бинт Хузайма происходила из племени Амир ибн Саса. За своё милосердие и внимание по отношению к нуждающимся, она получила прозвище Умм Масакин (мать бедных). Её первым мужем был Туфайл ибн Харис. После развода с Туфайлом, Зайнаб вышла замуж за Убайду ибн Хариса, который погиб в битве при Бадре.
В 624 году племя Амир ибн Саса перебило представителей пророка Мухаммада, из-за чего отношения этого племени с мусульманами резко ухудшились. Для недопущения кровопролития, пророк Мухаммад решил жениться на Зайнаб, которая также была представительницей этого племени. Их брак состоялся в 625 году. Спустя несколько месяцев после свадьбы, Зайнаб умерла. Она была добродетельной и набожной женщиной, проводила много времени в молитвах и обильно раздавала милостыню.